# Zhang Kailin
Zhang Kailin (chino:张恺琳; pinyin:hāng Kǎilín; nació el 28 de enero de 1990) es una jugadora china de tenis.
Zhang ha ganado 5 títulos individuales y 15 de dobles en el circuito ITF. Además destaca en su palmarés un título WTA 125ks que logró en agosto del 2015 con su compatriota Saisai Zheng. 
En septiembre de 2016, alcanzó su mejor ranking en singles, el puesto 103 del mundo. En junio de 2016, alcanzó el número 85 del mundo en el ranking de dobles.

## Títulos WTA 125s

### Dobles (1)
| N.º | Fecha                | Torneos | Superficie | Pareja       | Oponentes                  | Resultado |
| --- | -------------------- | ------- | ---------- | ------------ | -------------------------- | --------- |
| 1.  | 13 de agosto de 2015 | Dalian  | Dura       | Zheng Saisai | Chan Chin-wei Darija Jurak | 6-3, 6-4  |

### Finalista (1)
| N.º | Fecha                 | Torneos | Superficie | Pareja     | Oponentes                    | Resultado           |
| --- | --------------------- | ------- | ---------- | ---------- | ---------------------------- | ------------------- |
| 1.  | 27 de octubre de 2014 | Ningbo  | Dura       | Han Xinyun | Arina Rodionova Olga Savchuk | 6–4, 6–7(2), [6–10] |

## Títulos ITF

### Individual (5)
| Torneos de $100,000 |
| Torneos de $75,000  |
| Torneos de $50,000  |
| Torneos de $25,000  |
| Torneos de $15,000  |
| Torneos de $10,000  |

| N.º | Fecha                 | Torneo           | Superficie | Oponentes     | Resultado          |
| --- | --------------------- | ---------------- | ---------- | ------------- | ------------------ |
| 1.  | 10 de marzo de 2014   | Shenzhen, China  | Dura       | Tian Ran      | 6–0, 5–7, 6–1      |
| 2.  | 26 de mayo de 2014    | Zhengzhou, China | Dura       | Xu Yifan      | 7–5, 6–4           |
| 3.  | 19 de octubre de 2015 | Suzhou, China    | Dura       | Duan Yingying | 1–6, 6–3, 6–4      |
| 4.  | 18 de abril de 2016   | Nanning, China   | Dura       | Liu Fangzhou  | 6–3, 6–4           |
| 5.  | 2 de mayo de 2016     | Anning, China    | arcilla    | Peng Shuai    | 6–1, 0–6, 4–2 ret. |